# 1923 en Australie
Chronologie de l'Australie
- 1919
- 1920
- 1921
- 1922
- 1923
- 1924
- 1925
- 1926
- 1927

Cette page concerne les évènements survenus en 1923 en Australie  :

## Évènements
- 8 février : Billy Hughes démissionne de son poste de Premier ministre, après que le Country Party a refusé de gouverner en coalition avec lui en tant que chef du parti nationaliste. Stanley Bruce, son trésorier, lui succède.
- 25 avril : Le premier service à l'aube de la journée de l'ANZAC a lieu à Albany, en Australie-Occidentale.
- 28 avril : Début de la construction du pont du port de Sydney.
- Du 1er au 30 avril :  Un mois exceptionnellement sec sur le sud-est de l'Australie en raison d'un bloc persistant voit le mois le plus sec jamais enregistré sur le Victoria depuis au moins 1855.
- Du 1er au 31 mai : Après le record de sécheresse d'avril, le climat de la Tasmanie s'inverse si brusquement que le mois de mai reste le plus humide de l'État depuis au moins 1900. Le temps humide se poursuit pendant onze autres mois, de sorte que de mai 1923 à avril 1924, la moyenne des précipitations à l'échelle de l'État est de 2 091,87 millimètres, soit les douze mois les plus humides jamais enregistrés en Tasmanie.
- 1er septembre : Catastrophe minière de Bellbird (en)
- novembre :  : Grève de la police de Victoria (en)

## Arts et littérature

### Littérature
- 1923 en littérature australienne (en)

## Sport
- 11-18 août : Championnat de tennis d'Australasie 1923
  - Simples dames - Double dames - Double mixte

## Création
- Age and Leader purse (en), tournoi de golf.
- Australasian Journal of Philosophy (en) (magazine)

## Dissolution - Fermeture
- Australian Aircraft & Engineering (en), entreprise.
- The Bega Budget (en), journal.

## Naissance
- Helen Cutler (en), militaire.
- James Dibble (en), présentateur de télévision.
- Donald Dunstan, général.
- Dorothy Hewett, poétesse, romancière et dramaturge australienne.
- John Perceval, artiste peintre.
- Lou Richards (en), footballeur.
- Eric Rolls (en), écrivain.
- Bud Tingwell (en), acteur.

## Décès
- Thomas Allwright Dibbs (en), banquier.
- Flora Mary Campbell (en), botaniste.
- Bella Guerin, suffragette et féministe.
- Margaret McLean (en), militante pour les droits des femmes.
- Alicia O'Shea Petersen (en), suffragette.
- Abraham Tobias Boas (en), rabbin.